# 1-Heptanol
1-Heptanol je alkohol sa sedam ugljenika dugim lancom i strukturnom formulom . On je bezbojna tečnost koja je neznatno rastvorna u vodi, ali se meša sa etrom i etanolom.

## Pregled
Postoje tri druga izomera heptanola koji imaju prav lanac, 2-heptanol, 3-heptanol, i 4-heptanol. Oni se razlikuju po lokaciji alkoholne funkcionalne grupe.
Heptanol se koristi u eksperimentima srčane elektrofiziologije.
1-Heptanol ima prijatan miris, te se koristi se u kozmetici.